# Primera División de Venezuela
La Primera División de Venezuela (conocida como Liga FUTVE Banco de Venezuela por motivos de patrocinio) es la máxima categoría del sistema de ligas de fútbol de Venezuela organizado por la Liga FUTVE bajo la supervisión de la Federación Venezolana de Fútbol. Comenzó a disputarse en 1921 y se tornó profesional en 1957, siendo el Caracas Fútbol Club el equipo más laureado en 12 ocasiones. Su último campeón es Deportivo Táchira, que conquistó su undécimo título en 2024.

## Historia

### Orígenes
El 16 de julio de 1876 es la fecha del primer registro de un partido de fútbol en Venezuela, organizado por el maestro galés A.W. Simpson, se llevó a cabo en el día de la Virgen del Carmen: Participaron británicos, corsos y trinitarios y el partido se realizó en El Caratal, cerca de la población de El Callao.
A principios de 1900, se formaron asociaciones urbanas formadas por criollos y europeos residentes en Caracas. En el San Bernardino Sport Club, a partir de 1903, se agruparon equipos efímeros como Arizona, National City, Filadelfia, New Orleans, Olímpico y América. Creando en 1923 el "Alto Tribunal de Football", tenían pequeños campos, el más notable era uno que quedaba detrás de la Iglesia de Sabana Grande que se llamaba "El Támesis".
El 31 de enero de 1926 se celebró el primer encuentro de equipos formando la Federación Nacional de Fútbol, en la cancha de Brooklyn de Sarría, con ellos participaban otros equipos como Venzóleo, Centro Atlético, Caracas Sport, Barcelona, Campeador, Venezuela, Nueva Esparta, Alianza y el consecuente Loyola. El Unión Sport Club y Dos Caminos Sport Club vinieron después.
Esta primera Federación Nacional de Fútbol se disolvió en 1932 y se reemplazó por la Liga Venezolana de Fútbol hasta 1938 y luego llegó la Asociación Venezolana de Fútbol que luego se transformó en la Federación Venezolana de Fútbol en 1951.

### Era amateur
En esta etapa amateur, entre 1921 y 1956, reconocido oficialmente por la Federación Venezolana de Fútbol, el Unión Sport Club fue campeón 7 veces; le siguió Dos Caminos Sport Club con 6 títulos y Litoral Sport Club con 5, otros equipos como La Salle Fútbol Club, Banco Obrero, Deportivo Vasco, Universidad Central, Venzóleo, América Fútbol Club, Centro Atlético Sport Club, Loyola Sport Club, Deportivo Venezuela también fueron campeones en este transcurso de tiempo.
Alrededor de 1936, el entonces presidente Eleazar López Contreras mandó a construir el Estadio Nacional del Paraíso en Caracas dónde se jugaba entre otros partidos el primer clásico del país entre el Loyola Sport Club y Dos Caminos Sport Club. En este estadio se jugó gran parte de nuestro fútbol "amateur". La fachada del antiguo Estadio del Paraíso aún se conserva, aunque oculto en la entrada de un liceo de esa zona de la ciudad.

#### Palmarés era amateur
| Año         | N.º         | Campeón                 | Subcampeón          |
| Era amateur | Era amateur | Era amateur             | Era amateur         |
| ----------- | ----------- | ----------------------- | ------------------- |
| 1921        | 1°          | Las Américas (1)        | Centro Atlético     |
| 1922        | 2°          | Centro Atlético (1)     | Las Américas        |
| 1923        | 3°          | Las Américas (2)        | Centro Atlético     |
| 1924        | 4°          | Centro Atlético (2)     | Vargas              |
| 1925        | 5°          | Loyola S.C. (1)         | Venzóleo            |
| 1926        | 6°          | Centro Atlético (3)     | Venzóleo            |
| 1927        | 7°          | Venzóleo (1)            | Centro Atlético     |
| 1928        | 8°          | Deportivo Venezuela (1) | Centro Atlético     |
| 1929        | 9°          | Deportivo Venezuela (2) | Unión S.C.          |
| 1930        | 10°         | Centro Atlético (3)     | Unión S.C.          |
| 1931        | 11°         | Deportivo Venezuela (3) | Centro Atlético     |
| 1932        | 12°         | Unión S.C. (1)          | Dos Caminos         |
| 1933        | 13°         | Deportivo Venezuela (4) | Dos Caminos         |
| 1934        | 14°         | Unión S.C. (2)          | Dos Caminos         |
| 1935        | 15°         | Unión S.C. (3)          | Dos Caminos         |
| 1936        | 16°         | Dos Caminos (1)         | Centro Atlético     |
| 1937        | 17°         | Dos Caminos (2)         | Litoral O.S.P.      |
| 1938        | 18°         | Dos Caminos (3)         | Litoral O.S.P.      |
| 1939        | 19°         | Unión S.C. (4)          | Litoral O.S.P.      |
| 1940        | 20°         | Unión S.C. (5)          | Dos Caminos         |
| 1941        | 21°         | Litoral O.S.P. (1)      | Dos Caminos         |
| 1942        | 22°         | Dos Caminos (4)         | Loyola S.C.         |
| 1943        | 23°         | Loyola S.C. (2)         | Litoral O.S.P.      |
| 1944        | 24°         | Loyola S.C. (3)         | Dos Caminos         |
| 1945        | 25°         | Dos Caminos (5)         | Loyola S.C.         |
| 1946        | 26°         | Deportivo Español (1)   | Centro Atlético     |
| 1947        | 27°         | Unión S.C. (6)          | Universidad Central |
| 1948        | 28°         | Loyola S.C. (4)         | Unión S.C.          |
| 1949        | 29°         | Dos Caminos (6)         | Universidad Central |
| 1950        | 30º         | Unión S.C. (7)          | La Salle            |
| 1951        | 31º         | Universidad Central (1) | Loyola S.C.         |
| 1952        | 32º         | La Salle (1)            | Loyola S.C.         |
| 1953        | 33º         | Universidad Central (2) | La Salle            |
| 1954        | 34º         | Deportivo Vasco (1)     | Loyola S.C.         |
| 1955        | 35º         | La Salle (2)            | Deportivo Español   |
| 1956        | 36º         | Banco Obrero (1)        | La Salle            |

### Fútbol de colonias
En 1951 se inaugura el Estadio Olímpico de la Universidad Central de Venezuela, sede que estuvo al servicio al fútbol de colonias en Venezuela: esta cancha vio como se pasaba del amateur al profesional. Se estableció la transición y en 1957 se creó la Liga Mayor de Fútbol. 
En esos mismos años la selección de fútbol de Venezuela debutaba en 1938 con una franela vinotinto y shorts grises, pero la selección se limitaría a jugar sólo torneos no muy importantes como preolímpicos, Juegos Bolivarianos y Juegos Panamericanos. Más tarde en los Juegos Bolivarianos de 1951 se aplastaría a Panamá 5-0, incluyendo el primer gol anotado en el recinto universitario por el oriundo de Ciudad Bolívar Vidal Douglas.

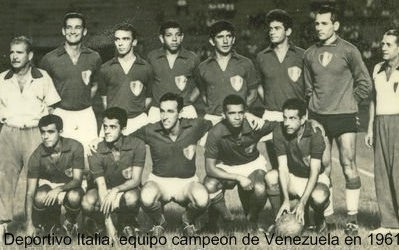
Plantel campeón de Deportivo Italia en la temporada 1961.

La Liga Mayor organizó el primer campeonato de fútbol profesional en Venezuela en el inicio de 1957.
A partir de este momento, por quince años el fútbol con componente principalmente criollo fue apartado por los inversionistas que se formaron en las colonias de inmigrantes, ya que los criollos no podían competir económicamente con equipos sudamericanos o europeos. Inclusive algunos empresarios extranjeros, como el vasco Damián Gaubeka, organizaron junto a la Federación Venezolana de Fútbol, la Pequeña Copa del Mundo de Clubes donde participaron grandes equipos del mundo como Real Madrid, Botafogo, Millonarios, River Plate, Barcelona, etc. Este torneo fue antecesor de la Copa Intercontinental.
Aun así la Universidad Central ganaba el primer torneo profesional de nuestro fútbol: algo más allá que simbólico, ya que marcaría una fecha de pocos triunfos para los "criollos".
Club Deportivo Portugués, Deportivo Italia, Club Deportivo Español, Deportivo Vasco, Catalonia, Unión Deportiva Canarias, Deportivo Celta, eran nombres de los equipos más consecuentes en esta época, Deportivo Italia y Deportivo Portugués marcarían una rivalidad que se extendería en varias décadas aunque, pasado el tiempo, se debilitaría ese antagonismo por la calidad del fútbol; uno a uno dejarían de aparecer en los rectángulos de juego.
El Deportivo Portugués participó ininterrumpidamente desde 1958 hasta 1982, en esas 24 temporadas fueron campeones 4 veces. El Deportivo Galicia estaría desde 1963 hasta 1982 interrumpidamente, luego reapareció esporádicamente en 1987 y 1989, para finalmente desaparecer en el 2001. 
El Deportivo Italia fue el último en separarse. Desde 1959 el Deportivo Italia participó en nuestro fútbol nacional hasta 1996, llegando a obtener resultados halagadores siendo 5 veces campeón y 8 veces subcampeón del fútbol venezolano. También a nivel internacional los "azzurri" (azules, por el color de su camiseta) subieron a niveles excepcionales: por ejemplo el Deportivo Italia consiguió la hazaña de vencer el equipo Campeón de Brasil en el mismo estadio Maracana en la Copa Libertadores 1971, con el famoso Pequeño Maracanazo. Por estos logros el equipo de la numerosa comunidad italiana en Caracas fue considerado como el mejor equipo venezolano del siglo XX —junto al Estudiantes de Mérida- según la IFFHS.
El Deportivo Italia cambió de nombre para salvar el equipo aliándose con la Alcaldía del Municipio Chacao y pasó a llamarse Deportivo Italchacao desde 1999 hasta que descendió a Segunda División en el 2005 por razones económicas, revivió como Deportivo Italia en el 2008 consiguiendo su último galardón (como subcampeones de Venezuela), volvió a cambiar de nombre en el 2010 para llamarse Deportivo Petare (pero perdiendo su hinchada italiana) y volvió a cambiar de nombre en el 2015 para llamarse Petare Fútbol Club.

#### Palmarés era profesional (1957-1972: los 15 años del "Fútbol de colonias")
| Año             | N.º             | Campeón                 | Subcampeón                | Tercer lugar             | D.T. Campeón           | Máximo goleador                           | Goles           | Cant. Equipos   |
| Era profesional | Era profesional | Era profesional         | Era profesional           | Era profesional          | Era profesional        | Era profesional                           | Era profesional | Era profesional |
| --------------- | --------------- | ----------------------- | ------------------------- | ------------------------ | ---------------------- | ----------------------------------------- | --------------- | --------------- |
| '1957'          | 1°              | Universidad Central (1) | La Salle                  | Banco Obrero             | Orlando Fantoni        | Marino Araújo (Universidad Central)       | 12              | 6               |
| '1958'          | 2°              | Deportivo Portugués (1) | Deportivo Español         | Estudiantes              | Orlando Fantoni        | René Irazque (Deportivo Portugués)        | 6               | 5               |
| '1959'          | 3°              | Deportivo Español (1)   | Deportivo Portugués       | Danubio                  | Delfín Benítez Cáceres | Abel Benítez (Deportivo Español)          | 15              | 5               |
| '1960'          | 4°              | Deportivo Portugués (2) | Deportivo Español         | Deportivo Italia         | Javier Ferreira        | José Luis Iglesias (Deportivo Portugués)  | 9               | 4               |
| '1961'          | 5°              | Deportivo Italia (1)    | Banco Agrícola y Pecuario | Banco Francés e Italiano | Orlando Fantoni        | Antonio Ravelo (Bco. Agrícola y Pecuario) | 11              | 5               |
| '1962'          | 6°              | Deportivo Portugués (3) | Universidad Central       | Dos Caminos              | Emilio Huguet          | Jaime Araújo (Universidad Central)        | 16              | 6               |
| '1963'          | 7°              | Deportivo Italia (2)    | Deportivo Portugués       | Tiquire Flores           | Orlando Fantoni        | Alseny Isidro (Deportivo Portugués)       | 15              | 6               |
| '1964'          | 8°              | Deportivo Galicia (1)   | Tiquire Flores            | U.D. Canarias            | Julio César Britos     | Helio Rodrígues                           | 12              | 6               |
| '1965'          | 9°              | Lara F.C. (1)           | Deportivo Italia          | Tiquire Flores           | Gaetano Pintón         | Mario Mateo                               | 16              | 8               |
| '1966'          | 10°             | Deportivo Italia (3)    | Deportivo Portugués       | Deportivo Galicia        | Orlando Fantoni        | Luis De Mouros                            | 20              | 9               |
| '1967'          | 11°             | Deportivo Portugués (4) | Deportivo Galicia         | Lara F.C.                | José Julián Hernández  | Joao Ramos                                | 28              | 9               |
| '1968'          | 12°             | U.D. Canarias (1)       | Deportivo Italia          | Deportivo Portugués      | Manuel Arias           | Raimundinho                               | 21              | 10              |
| '1969'          | 13°             | Deportivo Galicia (2)   | Valencia F.C.             | Deportivo Italia         | Julio César Britos     | Eustaquio Batista                         | 19              | 9               |
| '1970'          | 14°             | Deportivo Galicia (3)   | Deportivo Italia          | Valencia F.C.            | Silvio Leite           | Roland Langón (Deportivo Galicia)         | 13              | 8               |
| '1971'          | 15°             | Valencia F.C. (1)       | Deportivo Italia          | Tiquire Flores           | Walter Roque           | Agostinho Sabara                          | 20              | 8               |
| '1972'          | 16°             | Deportivo Italia (4)    | Deportivo Galicia         | Anzoátegui F.C.          | Elmo Correa            | Francisco Rodríguez                       | 18              | 9               |

### De la Capital a la Provincia
Para el momento, todos los equipos que participaban en la liga tenían sede en Caracas. Pero a partir de la mitad de los 60s se empezaron a ver jugar equipos de la provincia como contendientes. Esto se debió, en gran parte, por los problemas económicos del país ya que dejaba de ser un "atractivo" para los empresarios extranjeros contratar a los nombres foráneos. Así se comienzan a distinguirse equipos como Tiquire Flores de La Victoria. Lara FC, Valencia FC y especialmente el Portuguesa Fútbol Club fueron los primeros grandes ejemplos.

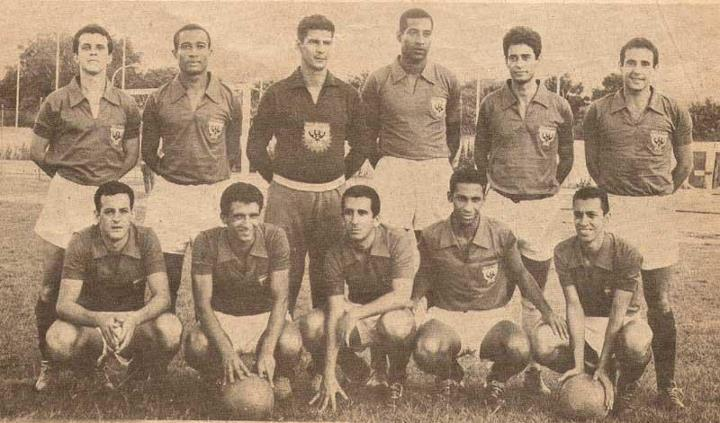
El Valencia FC (1965) ganaría su único campeonato en la temporada de 1971.

Lara FC ganó el campeonato en 1965, fue el primer equipo de provincia (Que no sea de Caracas) en ganar un torneo local y participar en torneo libertadores; era un equipo extranjero más o daba igual, en su plantilla figuraban nombres como: Cledio, Trappatoni, Vianna, George, Zequinha, Homero, Didí II, Bezerra, Romeu y Jaír (brasileños), si no fuera por Argenis Tortolero y Rafael Naranjo, casi todos fueron extranjeros.
Aparecieron otros nombres como Mineros de Guayana en Puerto Ordaz que se hiciera fuerte en los años 90s haciendo grandes campañas junto su rival Minervén. Equipos provenientes de San Cristóbal como el Atlético San Cristóbal, Nacional Táchira y el Deportivo Táchira, este último considerado uno de los grandes de nuestro fútbol y con una gran fanaticada repartida en todo el país. Cerca de allí Estudiantes de Mérida con una gran tradición, llamado el equipo del pueblo merideño también arrastra una gran oleada de seguidores.
Nació el "fútbol moderno" y también la incompetencia de sus directivos. En 1973 Venezuela queda desafiliada de la FIFA por una división en el seno de la Federación Venezolana de Fútbol por oponentes que buscaba el control del mismo, esto impidió participar a los equipos venezolanos en la Copa Libertadores de ese año.
Portuguesa Fútbol Club se convirtió en potencia, nacido en el centro del llano destrozó la liga por la década de los 70s ganando 5 títulos nacionales, siendo el primer (y para ese momento el único) pentacampeón del país, este equipo llegó a semifinales de Copa Libertadores y pudieron costear el fichaje de la estrella brasileña Jairzinho. Luego se apagaría y no volvería a llegar a la palestra, tanto así que en los últimos años no ha tenido la consistencia y descendió a Segunda División.
Posteriormente aparecerían otros representantes capitalinos, aunque en cantidad fueron menos, la calidad y las ganas de hacer buen fútbol la tenían, se trataba del Marítimo, otro equipo de "Colonia", inspiración homónimo del Club Sport Marítimo en Portugal, y el Caracas Fútbol Club, que nació en 1967 pero no jugaría profesional hasta la década de los 80s; luego de que la Organización Cocodrilos se hiciera cargo, se convertiría en un ejemplo a seguir, ya que es el único equipo que ha logrado consolidad el título de "club", con sede propia, estadio propio y el primero que pensó en la figura de la cantera.

### Consolidación de la Liga y crisis
A finales de los años 1980 ya había fútbol organizado, con representantes en casi todos los extremos del país. Con Marítimo, Mineros de Guayana, Minervén, Portuguesa, Estudiantes de Mérida, Universidad de Los Andes, de vez en cuando Caracas y algún otro invitado hacían el torneo muy agradable y muy reñido. Se había logrado engranar un torneo interesante. Es entonces cuando llega el estancamiento, directivos que no sabían cómo mantener a sus equipos. Las buenas actuaciones tanto nacionales como internacionales eran pagadas con algún problema tanto económico, directivo o simplemente federativo.
El caso más bochornoso fue el protagonizado por el Marítimo. En 1995 Caracas pasaba por serios problemas políticos, luego de jugar dos partidos a puerta cerrada, el Marítimo anunció a la liga que jugaría en una cancha por Guarenas la cual obtuvo, refaccionó y amplió para cumplir con las exigencias; la Federación Venezolana de Fútbol monitoreó el estadio y decidió que nadie podía jugar allí. En un acto desesperado de la directiva de Marítimo lograron que le prestaran el estadio Brígido Iriarte, escenario que ya los había acogido, pero la federación no aprobó el cambio. El Marítimo decide ir a un tribunal ordinario para resolver el caso, pero la FIFA es bastante clara y no permitió que eso pasara, así que al equipo lusitano no le quedó más remedio que abandonar.
Ventas de cupo, quiebra de equipos, equipos retirados a media campaña o mudados a la mitad de la misma, era la orden del día. Eso sumando a que la federación cambiaba el formato de competencia casi a cada año en la década de los 90s, el desorden se hizo parte del fútbol, alejando empresarios y fanáticos.
Sin embargo, se lograron actuaciones destacables, como la de Estudiantes de Mérida en la Copa Libertadores 1999, llegando a cuartos de final de manos de Richard Páez como director técnico. Actuación que le dio el mérito necesario para más tarde hacerse cargo de la selección de fútbol de Venezuela dónde mostraría su mejor cara. El Deportivo Táchira lograría también llegar a cuartos de final de la Copa Libertadores 2004 de manera invicta pero luego se derrumbarían al caer derrotados contra el São Paulo. Finalmente el Caracas Fútbol Club igualaría el récord al llegar a cuartos de final de la Copa Libertadores 2009 siendo campeón de su grupo aunque cayó ante el Grêmio de Brasil apenas por un gol de visitante, el Caracas también logró la semifinal de la Copa Merconorte 1999 cayendo ante el Santa Fe en penales.

### Años recientes
En 1986 la Conmebol haría un sistema de rotación de sede para su máximo evento, la Copa América, a fin de que todos los integrantes de la misma, pudieran organizar el torneo. El primero fue Argentina en 1987; pasaron uno a uno todos los integrantes de Sudamérica; a principios de la nueva década, le tocaría a Venezuela realizar la Copa América. El resultado fueron estadios remozados y otros totalmente nuevos, un nuevo Centro de Alto Rendimiento para que la selección pudiera reunirse allí para preparar sus partidos, entre otras.
A principios del mes de mayo de 2007, la Federación Venezolana de Fútbol por recomendación de la Conmebol decidió expandir la cantidad de equipos participantes en la Primera División, con el objetivo de darle más auge al fútbol venezolano y aumentar la calidad de la liga, además de aprovechar la infraestructura dejada por la Copa América.

## Sistema de competición
La temporada 2023, contempla tres instancias de competición: La primera fase es de todos contra todos, con un equipo descansando por jornada. Los cuatro primeros clasificados disputarán la fase final: los dos mejores juegan la final. Además, estos cuatro primeros conjuntos decidirán a los clasificados a la Copa Libertadores 2024.
A diferencia del anterior torneo, no habrá otros cuadrangulares para decidir los cupos a la Sudamericana 2024, sino que se definirán por las ubicaciones en las tablas de posiciones de la fase regular.

### Clasificación a torneos internacionales
Clasificación a la Copa Libertadores
| Equipo | Clasificado como | Método de clasificación           |
| ------ | ---------------- | --------------------------------- |
|        | Venezuela 1      | Fase de grupos de la Libertadores |
|        | Venezuela 2      | Fase de grupos de la Libertadores |
|        | Venezuela 3      | 2.ª fase de la Libertadores       |
|        | Venezuela 4      | 1.ª fase de la Libertadores       |
|        |                  |                                   |

### Descenso aSegunda
El último lugar de la primera división juega una serie de promoción con el subcampeón de la segunda. Por lo tanto, el torneo de 2024 volvería a ser de 16 equipos.

## Equipos participantes
Un total de 111 equipos han participado de la Primera División desde que comenzó en el año 1957. El Estudiantes de Mérida es el equipo con más participaciones seguido por el Deportivo Táchira.

### Equipos temporada 2025
| Capital           | 4 | Caracas, Deportivo La Guaira, Metropolitanos, Universidad Central | Dep. Táchira Estudiantes (M) Rayo Zuliano Zamora Portuguesa Yaracuyanos Carabobo Puerto Cabello Monagas Anzoátegui Caracas Equipos en Caracas Caracas Deportivo La Guaira Metropolitanos Universidad Central |
| Los Andes         | 3 | Deportivo Táchira, Estudiantes de Mérida, Zamora                  | Dep. Táchira Estudiantes (M) Rayo Zuliano Zamora Portuguesa Yaracuyanos Carabobo Puerto Cabello Monagas Anzoátegui Caracas Equipos en Caracas Caracas Deportivo La Guaira Metropolitanos Universidad Central |
| Central           | 2 | Academia Puerto Cabello, Carabobo                                 | Dep. Táchira Estudiantes (M) Rayo Zuliano Zamora Portuguesa Yaracuyanos Carabobo Puerto Cabello Monagas Anzoátegui Caracas Equipos en Caracas Caracas Deportivo La Guaira Metropolitanos Universidad Central |
| Nor-Oriental      | 2 | Anzoátegui, Monagas                                               | Dep. Táchira Estudiantes (M) Rayo Zuliano Zamora Portuguesa Yaracuyanos Carabobo Puerto Cabello Monagas Anzoátegui Caracas Equipos en Caracas Caracas Deportivo La Guaira Metropolitanos Universidad Central |
| Centro Occidental | 2 | Portuguesa, Yaracuyanos                                           | Dep. Táchira Estudiantes (M) Rayo Zuliano Zamora Portuguesa Yaracuyanos Carabobo Puerto Cabello Monagas Anzoátegui Caracas Equipos en Caracas Caracas Deportivo La Guaira Metropolitanos Universidad Central |
| Zuliana           | 1 | Rayo Zuliano                                                      | Dep. Táchira Estudiantes (M) Rayo Zuliano Zamora Portuguesa Yaracuyanos Carabobo Puerto Cabello Monagas Anzoátegui Caracas Equipos en Caracas Caracas Deportivo La Guaira Metropolitanos Universidad Central |

### Información
| Academia Puerto Cabello                    | Puerto Cabello | Eduardo Saragó        | Complejo Deportivo Socialista | 6000   | Givova             |
| Anzoátegui                                 | Puerto La Cruz | Leo González          | José Antonio Anzoátegui       | 37 485 | Kappa              |
| Carabobo                                   | Valencia       | Daniel Farías         | Polideportivo Misael Delgado  | 10 400 | Runic              |
| Caracas                                    | Caracas        | Fernando Aristeguieta | Olímpico de la UCV            | 20 900 | Zeus Sport         |
| Deportivo La Guaira                        | Caracas        | Juan Domingo Tolisano | Olímpico de la UCV            | 20 900 | Runic              |
| Deportivo Táchira                          | San Cristóbal  | Edgar Pérez Greco     | Polideportivo de Pueblo Nuevo | 38 755 | Boman Sport        |
| Estudiantes de Mérida                      | Mérida         | Jesús Ortiz           | Metropolitano de Mérida       | 42 200 | ECONTEX (EMFC1971) |
| Metropolitanos                             | Caracas        | Roland Marcenaro      | Olímpico de la UCV            | 20 900 | RS                 |
| Monagas                                    | Maturín        | Jhonny Ferreira       | Monumental de Maturín         | 51 796 | RS                 |
| Portuguesa                                 | Araure         | Giancarlo Maldonado   | José Antonio Páez             | 14 000 | RS                 |
| Rayo Zuliano                               | Maracaibo      | Javier Villafráz      | José Encarnación Romero       | 40 800 | Adidas             |
| Universidad Central                        | Caracas        | Daniel Sasso          | Olímpico de la UCV            | 20 900 | New Arrival        |
| Yaracuyanos                                | San Felipe     | Dayron Pérez          | Florentino Oropeza            | 12 000 | Manita             |
| Zamora                                     | Barinas        | José María Morr       | Agustín Tovar                 | 25 500 | Puma               |
| Datos actualizados al 17 de enero de 2025. |                |                       |                               |        |                    |

## Historial
- Para la lista de campeones de liga  véase Anexo: Historial de la Primera División de Venezuela

#### Era profesional
| Año             | N.º             | Campeón                      | Subcampeón                | Tercer lugar             | D.T. Campeón           | Máximo goleador                           | Goles           | Cant. Equipos   |
| Era profesional | Era profesional | Era profesional              | Era profesional           | Era profesional          | Era profesional        | Era profesional                           | Era profesional | Era profesional |
| --------------- | --------------- | ---------------------------- | ------------------------- | ------------------------ | ---------------------- | ----------------------------------------- | --------------- | --------------- |
| 1957            | 1°              | Universidad Central (1)      | La Salle                  | Banco Obrero             | Orlando Fantoni        | Marino Araújo (Universidad Central)       | 12              | 6               |
| 1958            | 2°              | Deportivo Portugués (1)      | Deportivo Español         | Estudiantes              | Orlando Fantoni        | René Irazque (Deportivo Portugués)        | 6               | 5               |
| 1959            | 3°              | Deportivo Español (1)        | Deportivo Portugués       | Danubio                  | Delfín Benítez Cáceres | Abel Benítez (Deportivo Español)          | 15              | 5               |
| 1960            | 4°              | Deportivo Portugués (2)      | Deportivo Español         | Deportivo Italia         | Javier Ferreira        | José Luis Iglesias (Deportivo Portugués)  | 9               | 4               |
| 1961            | 5°              | Deportivo Italia (1)         | Banco Agrícola y Pecuario | Banco Francés e Italiano | Orlando Fantoni        | Antonio Ravelo (Bco. Agrícola y Pecuario) | 11              | 5               |
| 1962            | 6°              | Deportivo Portugués (3)      | Universidad Central       | Dos Caminos              | Emilio Huguet          | Jaime Araújo (Universidad Central)        | 16              | 6               |
| 1963            | 7°              | Deportivo Italia (2)         | Deportivo Portugués       | Tiquire Flores           | Orlando Fantoni        | Alseny Isidro (Deportivo Portugués)       | 15              | 6               |
| 1964            | 8°              | Deportivo Galicia (1)        | Tiquire Flores            | U.D. Canarias            | Julio César Britos     | Helio Rodrígues                           | 12              | 6               |
| 1965            | 9°              | Lara F.C. (1)                | Deportivo Italia          | Tiquire Flores           | Gaetano Pintón         | Mario Mateo                               | 16              | 8               |
| 1966            | 10°             | Deportivo Italia (3)         | Deportivo Portugués       | Deportivo Galicia        | Orlando Fantoni        | Luis De Mouros                            | 20              | 9               |
| 1967            | 11°             | Deportivo Portugués (4)      | Deportivo Galicia         | Lara F.C.                | José Julián Hernández  | Joao Ramos                                | 28              | 9               |
| 1968            | 12°             | U.D. Canarias (1)            | Deportivo Italia          | Deportivo Portugués      | Manuel Arias           | Raimundinho                               | 21              | 10              |
| 1969            | 13°             | Deportivo Galicia (2)        | Valencia F.C.             | Deportivo Italia         | Julio César Britos     | Eustaquio Batista                         | 19              | 9               |
| 1970            | 14°             | Deportivo Galicia (3)        | Deportivo Italia          | Valencia F.C.            | Silvio Leite           | Roland Langón (Deportivo Galicia)         | 13              | 8               |
| 1971            | 15°             | Valencia F.C. (1)            | Deportivo Italia          | Tiquire Flores           | Walter Roque           | Agostinho Sabara                          | 20              | 8               |
| 1972            | 16°             | Deportivo Italia (4)         | Deportivo Galicia         | Anzoátegui F.C.          | Elmo Correa            | Francisco Rodríguez                       | 18              | 9               |
| 1973            | 17°             | Portuguesa F.C. (1)          | Valencia F.C.             | Estudiantes de Mérida    | Walter Roque           | José Chiazzaro                            | 12              | 9               |
| 1974            | 18°             | Deportivo Galicia (4)        | Portuguesa F.C.           | Estudiantes de Mérida    | Walter Roque           | José Chiazzaro                            | 15              | 8               |
| 1975            | 19°             | Portuguesa F.C. (2)          | Deportivo Galicia         | Estudiantes de Mérida    | Vladimir Popović       | Pedro Pascual Peralta                     | 20              | 8               |
| 1976            | 20°             | Portuguesa F.C. (3)          | Estudiantes de Mérida     | Deportivo Portugués      | Benjamín Fernández     | Pedro Pascual Peralta                     | 25              | 8               |
| 1977            | 21°             | Portuguesa F.C. (4)          | Estudiantes de Mérida     | Valencia F.C.            | Vladimir Popović       | Jairzinho                                 | 20              | 12              |
| 1978            | 22°             | Portuguesa F.C. (5)          | Deportivo Galicia         | Estudiantes de Mérida    | Celino Mora            | Jorge Andrade                             | 23              | 12              |
| 1979            | 23°             | Deportivo Táchira (1)        | Deportivo Galicia         | Universidad de los Andes | Esteban Beracochea     | Omar Ferrari                              | 15              | 12              |
| 1980            | 24°             | Estudiantes de Mérida (1)    | Portuguesa F.C.           | Valencia F.C.            | Ramón Rodríguez        | Wilfrido Campos                           | 12              | 11              |
| 1981            | 25°             | Deportivo Táchira (2)        | Estudiantes de Mérida     | Valencia F.C.            | Esteban Beracochea     | Rafael Angulo                             | 14              | 12              |
| 1982            | 26°             | Atlético San Cristóbal (1)   | Deportivo Táchira         | Universidad de los Andes | Walter Roque           | German Montero                            | 21              | 12              |
| 1983            | 27°             | Universidad de los Andes (1) | Portuguesa F.C.           | Deportivo Italia         | Iván García            | Johnny Castellanos                        | 13              | 10              |
| 1984            | 28°             | Deportivo Táchira (3)        | Deportivo Italia          | Atlético Zamora          | Carlos Horacio Moreno  | Sergio Meckler                            | 15              | 11              |
| 1985            | 29°             | Estudiantes de Mérida (2)    | Deportivo Táchira         | Nacional Carabobo        | Iván García            | Sergio Meckler                            | 17              | 10              |
| 1986            | 30°             | U.A. Táchira (4)             | Estudiantes de Mérida     | Marítimo                 | Carlos Horacio Moreno  | Wilton Arreaza                            | 8               | 11              |
| 1986-87         | 31°             | Marítimo (1)                 | U.A. Táchira              | Estudiantes de Mérida    | Rafael Santana         | Johnny Castellanos                        | 16              | 14              |
| 1987-88         | 32°             | Marítimo (2)                 | U.A. Táchira              | Caracas F.C.             | Alfredo López          | Miguel González                           | 22              | 14              |
| 1988-89         | 33°             | Mineros de Guayana (1)       | Pepeganga Margarita       | Marítimo                 | Alfredo López          | Johnny Castellanos                        | 24              | 16              |
| 1989-90         | 34°             | Marítimo (3)                 | U.A. Táchira              | Minervén                 | Rafael Santana         | Herbert Márquez                           | 19              | 16              |
| 1990-91         | 35°             | Universidad de los Andes (2) | Marítimo                  | Atlético Zamora          | Carlos Diéz            | Alexander Bottini                         | 15              | 16              |
| 1991-92         | 36°             | Caracas F.C. (1)             | Minervén                  | Marítimo                 | Manuel Plasencia       | Andreas Vogler                            | 25              | 16              |
| 1992-93         | 37°             | Marítimo (4)                 | Minervén                  | Caracas F.C.             | Miguel Sabina          | Herbert Márquez                           | 21              | 16              |
| 1993-94         | 38°             | Caracas F.C. (2)             | Trujillanos F.C.          | Minervén                 | Manuel Plasencia       | Rodrigo Soto                              | 20              | 16              |
| 1994-95         | 39°             | Caracas F.C. (3)             | Minervén                  | Trujillanos F.C.         | Pedro Febles           | Rogeiro Da Silva                          | 30              | 23              |
| 1995-96         | 40°             | Minervén (1)                 | Mineros de Guayana        | Caracas F.C.             | Raúl Cavalleri         | José Luis Dolgetta                        | 24              | 18              |

### Títulos Apertura y Clausura
| Año                        | N.º                        | Campeón                    | Subcampeón                 | Ganador Apertura           | Ganador Clausura           | Máximo goleador                                                       | Goles                      | Cant. Equipos              |
| Torneo Apertura y Clausura | Torneo Apertura y Clausura | Torneo Apertura y Clausura | Torneo Apertura y Clausura | Torneo Apertura y Clausura | Torneo Apertura y Clausura | Torneo Apertura y Clausura                                            | Torneo Apertura y Clausura | Torneo Apertura y Clausura |
| -------------------------- | -------------------------- | -------------------------- | -------------------------- | -------------------------- | -------------------------- | --------------------------------------------------------------------- | -------------------------- | -------------------------- |
| 1996-97                    | 41°                        | Caracas F.C. (4)           | Atlético Zulia             | Atlético Zulia             | Caracas F.C.               | Rafael Castellín (Caracas FC)                                         | 19                         | 12                         |
| 1997-98                    | 42°                        | Atlético Zulia (1)         | Estudiantes de Mérida      | Atlético Zulia             | Estudiantes de Mérida      | José Luis Dolgetta (Estudiantes/Carabobo)                             | 22                         | 12                         |
| 1998-99                    | 43°                        | Deportivo Italchacao (5)   | U.A. Táchira               | U.A. Táchira               | Deportivo Italchacao       | Gustavo Fonseca (Internacional de Lara)                               | 24                         | 12                         |
| 1999-00                    | 44°                        | Deportivo Táchira (5)      | Deportivo Italchacao       | Deportivo Táchira          | Deportivo Táchira          | Juan García (Caracas FC)                                              | 24                         | 12                         |
| 2000-01                    | 45°                        | Caracas F.C. (5)           | Deportivo Trujillanos      | No hubo                    | No hubo                    | Martín Brignani (Estudiantes de Mérida)                               | 12                         | 16                         |
| 2001-02                    | 46°                        | Nacional Táchira (1)       | Estudiantes de Mérida      | Estudiantes de Mérida      | Nacional Táchira           | Juan García (Nacional Táchira)                                        | 34                         | 10                         |
| 2002-03                    | 47°                        | Caracas F.C. (6)           | U.A. Maracaibo             | Caracas F.C.               | U.A. Maracaibo             | Juan García (Mineros de Guayana/Monagas)                              | 19                         | 10                         |
| 2003-04                    | 48°                        | Caracas F.C. (7)           | Deportivo Táchira          | Caracas F.C.               | Caracas F.C.               | Juan García (Mineros de Guayana)                                      | 18                         | 10                         |
| 2004-05                    | 49°                        | U.A. Maracaibo (1)         | Caracas F.C.               | U.A. Maracaibo             | U.A. Maracaibo             | Daniel Delfino (Carabobo)                                             | 19                         | 10                         |
| 2005-06                    | 50°                        | Caracas F.C. (8)           | U.A. Maracaibo             | U.A. Maracaibo             | Caracas F.C.               | Juan García (Deportivo Táchira)                                       | 21                         | 10                         |
| 2006-07                    | 51°                        | Caracas F.C. (9)           | U.A. Maracaibo             | Caracas F.C.               | U.A. Maracaibo             | Robinson Rentería (Trujillanos)                                       | 19                         | 10                         |
| 2007-08                    | 52°                        | Deportivo Táchira (6)      | Caracas F.C.               | Caracas F.C.               | Deportivo Táchira          | Alexander Rondón (Deportivo Anzoátegui)                               | 19                         | 18                         |
| 2008-09                    | 53°                        | Caracas F.C. (10)          | Deportivo Italia           | Deportivo Italia           | Caracas F.C.               | Heatkliff Castillo (Aragua) Daniel Arismendi (Maracaibo/Dep. Táchira) | 17                         | 18                         |
| 2009-10                    | 54°                        | Caracas F.C. (11)          | Deportivo Táchira          | Deportivo Táchira          | Caracas F.C.               | Norman Cabrera (Atlético El Vigía)                                    | 20                         | 18                         |
| 2010-11                    | 55°                        | Deportivo Táchira (7)      | Zamora F.C.                | Deportivo Táchira          | Zamora F.C.                | Daniel Arismendi (Deportivo Anzoátegui)                               | 20                         | 18                         |
| 2011-12                    | 56°                        | A.C.D. Lara (1)            | Caracas F.C.               | A.C.D. Lara                | A.C.D. Lara                | Rafael Castellín (A.C.D. Lara)                                        | 21                         | 18                         |
| 2012-13                    | 57°                        | Zamora F.C. (1)            | Deportivo Anzoátegui       | Deportivo Anzoátegui       | Zamora F.C.                | Gabriel Torres (Zamora FC)                                            | 20                         | 18                         |
| 2013-14                    | 58°                        | Zamora F.C. (2)            | Mineros de Guayana         | Mineros de Guayana         | Zamora F.C.                | Juan Falcón (Zamora FC)                                               | 19                         | 18                         |
| 2014-15                    | 59°                        | Deportivo Táchira (8)      | Trujillanos F.C.           | Trujillanos F.C.           | Deportivo Táchira          | Edwin Aguilar (Deportivo Anzoátegui)                                  | 23                         | 18                         |
| 2016                       | 60°                        | Zamora F.C. (3)            | Zulia F.C.                 | Zamora F.C.                | Zulia F.C.                 | Gabriel Torres (Zamora FC)                                            | 22                         | 20                         |
| 2017                       | 61°                        | Monagas S.C. (1)           | A.C.D. Lara                | Monagas S.C.               | A.C.D. Lara                | Anthony Blondell (Monagas)                                            | 24                         | 18                         |
| 2018                       | 62°                        | Zamora F.C. (4)            | A.C.D. Lara                | Zamora F.C.                | A.C.D. Lara                | Anthony Uribe (Zamora FC)                                             | 15                         | 18                         |
| 2019                       | 63°                        | Caracas F.C. (12)          | Estudiantes de Mérida      | Estudiantes de Mérida      | Caracas F.C.               | Edder Farías (Atlético Venezuela)                                     | 18                         | 20                         |
| 2020                       | 64°                        | Deportivo La Guaira (1)    | Deportivo Táchira          | No hubo                    | No hubo                    | Richard Blanco (Mineros de Guayana) Edder Farías (Atlético Venezuela) | 8                          | 17                         |
| 2021                       | 65°                        | Deportivo Táchira (9)      | Caracas F.C.               | No hubo                    | No hubo                    | Samson Akinyoola (Caracas FC)                                         | 18                         | 21                         |
| 2022                       | 66°                        | Metropolitanos F.C. (1)    | Monagas S.C.               | No hubo                    | No hubo                    | Kevin Viveros (Carabobo) Juan Camilo Zapata (H. Colmenárez)           | 18                         | 16                         |
| 2023                       | 67°                        | Deportivo Táchira (10)     | Caracas F.C.               | No hubo                    | No hubo                    | Luifer Hernández (Academia Puerto Cabello)                            | 17                         | 15                         |
| 2024                       | 68°                        | Deportivo Táchira (11)     | Carabobo F.C.              | Carabobo F.C.              | Deportivo Táchira          | Juan Camilo Zapata (UCV/Inter de Barinas) Tomás Rodríguez (Monagas)   | 16                         | 14                         |
| 2025                       | 69°                        | Por disputarse             | Por disputarse             | Universidad Central        | Por disputarse             |                                                                       |                            | 14                         |

## Palmarés
- Un total de 25 clubes han obtenido al menos un título en la era profesional del fútbol venezolano.

| Club                          | Títulos | Subtítulos | Años campeón                                                                                            | Años subcampeón                                                        |
| ----------------------------- | ------- | ---------- | --- | ---------------------------------------------------------------------- |
| Caracas FC                    | 12      | 5          | 1991-92, 1993-94, 1994-95, 1996-97, 2000-01, 2002-03, 2003-04, 2005-06, 2006-07, 2008-09, 2009-10, 2019 | 2004-05, 2007-08, 2011-12, 2021, 2023                                  |
| Deportivo Táchira             | 11      | 9          | 1979, 1981, 1984, 1986, 1999-00, 2007-08, 2010-11, 2014-15, 2021, 2023, 2024                            | 1982, 1985, 1986-87, 1987-88, 1989-90, 1998-99, 2003-04, 2009-10, 2020 |
| Deportivo Miranda             | 5       | 7          | 1961, 1963, 1966, 1972, 1998-99                                                                         | 1965, 1968, 1970, 1971, 1984, 1999-00, 2008-09                         |
| Portuguesa FC                 | 5       | 3          | 1973, 1975, 1976, 1977, 1978                                                                            | 1974, 1980, 1983                                                       |
| Galicia de Aragua †           | 4       | 5          | 1964, 1969, 1970, 1974                                                                                  | 1967, 1972, 1975, 1978, 1979                                           |
| Deportivo Portugués †         | 4       | 3          | 1958, 1960, 1962, 1967                                                                                  | 1959, 1963, 1966                                                       |
| Marítimo de Venezuela         | 4       | 1          | 1986-87, 1987-88, 1989-90, 1992-93                                                                      | 1990-91                                                                |
| Zamora FC                     | 4       | 1          | 2012-13, 2013-14, 2016, 2018                                                                            | 2010-11                                                                |
| Estudiantes de Mérida FC      | 2       | 7          | 1980, 1985                                                                                              | 1976, 1977, 1981, 1986, 1997-98, 2001-02, 2019                         |
| Universidad de los Andes FC † | 2       | -          | 1983, 1990-91                                                                                           | ----                                                                   |
| Minervén †                    | 1       | 3          | 1995-96                                                                                                 | 1991-92, 1992-93, 1994-95                                              |
| Unión Atlético Maracaibo †    | 1       | 3          | 2004-05                                                                                                 | 2002-03, 2005-06, 2006-07                                              |
| Deportivo Español †           | 1       | 2          | 1959 | 1958, 1960                                                             |
| Valencia †                    | 1       | 2          | 1971 | 1969, 1973                                                             |
| Mineros de Guayana            | 1       | 2          | 1988-89                                                                                                 | 1995-96, 2013-14                                                       |
| Deportivo Lara†               | 1       | 2          | 2011-12                                                                                                 | 2017, 2018                                                             |
| Universidad Central           | 1       | 1          | 1957 | 1962                                                                   |
| Atlético Zulia †              | 1       | 1          | 1997-98                                                                                                 | 1996-97                                                                |
| Monagas Sport Club            | 1       | 1          | 2017 | 2022                                                                   |
| Lara †                        | 1       | -          | 1965 | ----                                                                   |
| Unión Deportiva Canarias †    | 1       | -          | 1968 | ----                                                                   |
| Atlético San Cristóbal †      | 1       | -          | 1982 | ----                                                                   |
| Nacional Táchira †            | 1       | -          | 2001-02                                                                                                 | ----                                                                   |
| Deportivo La Guaira           | 1       | -          | 2020 | ----                                                                   |
| Metropolitanos FC             | 1       | -          | 2022 | ----                                                                   |
| Trujillanos FC                | -       | 3          | ---- | 1993-94, 2000-01, 2014-15                                              |
| La Salle †                    | -       | 1          | ---- | 1957                                                                   |
| Banco Agrícola y Pecuario †   | -       | 1          | ---- | 1961                                                                   |
| Tiquire Flores †              | -       | 1          | ---- | 1964                                                                   |
| Pepeganga Margarita †         | -       | 1          | ---- | 1988-89                                                                |
| Deportivo Anzoátegui †        | -       | 1          | ---- | 2012-13                                                                |
| Zulia FC †                    | -       | 1          | ---- | 2016                                                                   |
| Carabobo FC                   | -       | 1          | ---- | 2024                                                                   |

- † Equipo desaparecido.

- En negrita los equipos campeones de Primera División.

## Participaciones internacionales
Los equipos venezolanos participan en los campeonatos internacionales organizados por la Confederación Sudamericana de Fútbol, que, en la actualidad, corresponden a la Copa Libertadores y la Copa Sudamericana.

## Estadísticas

### Máximos goleadores por temporada
| Temporada | País                                        | Jugador                              | Goles | Equipo                                            |
| --------- | ------------------------------------------- | ------------------------------------ | ----- | ------------------------------------------------- |
| 1957      | Bandera de Brasil                           | Marino Araújo                        | 12    | Universidad Central                               |
| 1958      | Bandera de Venezuela                        | René Irazque                         | 6     | Deportivo Portugués                               |
| 1959      | Bandera de España                           | Abel Benítez                         | 15    | Deportivo Español                                 |
| 1960      | Bandera de España                           | José Luis Iglesias                   | 9     | Deportivo Portugués                               |
| 1961      | Bandera de Venezuela                        | Antonio Ravelo                       | 11    | Banco Agrícola y Pecuario                         |
| 1962      | Bandera de Brasil                           | Jaime Araujo                         | 16    | Universidad Central                               |
| 1963      | Bandera de Brasil                           | Alseny Isidro                        | 15    | Deportivo Portugués                               |
| 1964      | Bandera de Brasil                           | Helio Rodrígues                      | 12    | Tiquire Flores                                    |
| 1965      | Bandera de Argentina · Bandera de Argentina | Mario Mateo Jorge Horacio Romero     | 16    | Lara FC La Salle FC                               |
| 1966      | Bandera de Brasil                           | Luis De Mouros                       | 21    | Deportivo Portugués                               |
| 1967      | Bandera de Brasil                           | Joao Ramos                           | 28    | Deportivo Portugués                               |
| 1968      | Bandera de Brasil                           | Raimundo Lima                        | 21    | Deportivo Portugués                               |
| 1969      | Bandera de Brasil                           | Eustaquio Batista Aurelio Dos Santos | 19    | Deportivo Italia Valencia                         |
| 1970      | Bandera de Uruguay                          | Roland Langón                        | 13    | Deportivo Galicia                                 |
| 1971      | Bandera de Brasil                           | Agostinho Sabara                     | 20    | Tiquire Aragua                                    |
| 1972      | Bandera de Venezuela                        | Luis Carlos Herrera                  | 30    | Anzoátegui FC                                     |
| 1973      | Bandera de Uruguay · Bandera de Brasil      | José Chiazzaro José Ferreira         | 13    | Estudiantes de Mérida Valencia                    |
| 1974      | Bandera de Uruguay                          | José Chiazzaro Sergio Hugo Castillo  | 15    | Estudiantes de Mérida Anzoátegui FC               |
| 1975      | Bandera de Paraguay                         | Pedro Pascual Peralta                | 20    | Portuguesa                                        |
| 1976      | Bandera de Paraguay                         | Pedro Pascual Peralta                | 25    | Portuguesa                                        |
| 1977      | Bandera de Brasil                           | Jairzinho                            | 20    | Portuguesa                                        |
| 1978      | Bandera de Brasil                           | Jorge Andrade                        | 23    | Universidad de Los Andes                          |
| 1979      | Bandera de Uruguay                          | Omar Ferrari                         | 15    | Deportivo Táchira                                 |
| 1980      | Bandera de Brasil                           | Walfrido Campos                      | 12    | Portuguesa                                        |
| 1981      | Bandera de Colombia                         | Rafael Angulo                        | 14    | Deportivo Táchira                                 |
| 1982      | Bandera de Uruguay                          | Germán Montero                       | 21    | Estudiantes de Mérida                             |
| 1983      | Bandera de Venezuela                        | Johnny Castellanos                   | 13    | Atlético Zamora                                   |
| 1984      | Bandera de Brasil                           | Sergio Meckler                       | 15    | Atlético Zamora                                   |
| 1985      | Bandera de Brasil                           | Sergio Meckler                       | 17    | UA Táchira                                        |
| 1986      | Bandera de Venezuela                        | Wilton Arreaza                       | 8     | Caracas FC                                        |
| 1986-87   | Bandera de Venezuela                        | Johnny Castellanos                   | 16    | Portuguesa                                        |
| 1987-88   | Bandera de Argentina                        | Miguel Oswaldo González              | 22    | UA Táchira                                        |
| 1988-89   | Bandera de Venezuela                        | Johnny Castellanos                   | 24    | Mineros de Guayana                                |
| 1989-90   | Bandera de Venezuela                        | Herbert Márquez                      | 19    | Sport Marítimo                                    |
| 1990-91   | Bandera de Venezuela                        | Alexander Bottini Ildemaro Fernández | 15    | Monagas SC Mineros de Guayana                     |
| 1991-92   | Bandera de Alemania                         | Andreas Vogler                       | 22    | Caracas FC                                        |
| 1992-93   | Bandera de Venezuela                        | Herbert Márquez                      | 21    | Sport Marítimo                                    |
| 1993-94   | Bandera de Colombia                         | Rodrigo Soto                         | 20    | Trujillanos FC                                    |
| 1994-95   | Bandera de Brasil                           | Rogeiro Da Silva                     | 30    | Mineros de Guayana                                |
| 1995-96   | Bandera de Venezuela                        | José Luis Dolgetta                   | 22    | Caracas FC                                        |
| 1996-97   | Bandera de Venezuela                        | Rafael Castellín                     | 19    | Caracas FC                                        |
| 1997-98   | Bandera de Venezuela                        | José Luis Dolgetta                   | 22    | Estudiantes de Mérida / Carabobo FC               |
| 1998-99   | Bandera de Colombia                         | Gustavo Fonseca                      | 24    | Internacional de Lara                             |
| 1999-00   | Bandera de Venezuela                        | Juan García                          | 24    | Caracas FC                                        |
| 2000-01   | Bandera de Argentina                        | Martín Brignani                      | 12    | Estudiantes de Mérida                             |
| 2001-02   | Bandera de Venezuela                        | Juan García                          | 34    | Nacional Táchira                                  |
| 2002-03   | Bandera de Venezuela                        | Juan García                          | 19    | Monagas SC / Mineros de Guayana                   |
| 2003-04   | Bandera de Venezuela                        | Juan García                          | 18    | Mineros de Guayana                                |
| 2004-05   | Bandera de Argentina                        | Daniel Delfino                       | 19    | Carabobo FC                                       |
| 2005-06   | Bandera de Venezuela                        | Juan García                          | 21    | Deportivo Táchira                                 |
| 2006-07   | Bandera de Colombia                         | Robinson Rentería                    | 19    | Trujillanos FC                                    |
| 2007-08   | Bandera de Venezuela                        | Alexander Rondón                     | 19    | Deportivo Anzoátegui                              |
| 2008-09   | Bandera de Venezuela                        | Heatklif Castillo Daniel Arismendi   | 17    | Aragua FC UA Maracaibo / Deportivo Táchira        |
| 2009-10   | Bandera de Colombia                         | Norman Cabrera                       | 20    | Atlético El Vigía                                 |
| 2010-11   | Bandera de Venezuela                        | Daniel Arismendi                     | 20    | Deportivo Anzoátegui                              |
| 2011-12   | Bandera de Venezuela                        | Rafael Castellín                     | 21    | Deportivo Lara                                    |
| 2012-13   | Bandera de Panamá                           | Gabriel Torres                       | 20    | Zamora FC                                         |
| 2013-14   | Bandera de Venezuela                        | Juan Falcón                          | 19    | Zamora FC                                         |
| 2014-15   | Bandera de Panamá                           | Edwin Aguilar                        | 23    | Deportivo Anzoátegui                              |
| 2016      | Bandera de Panamá                           | Gabriel Torres                       | 22    | Zamora FC                                         |
| 2017      | Bandera de Venezuela                        | Anthony Blondell                     | 22    | Monagas SC                                        |
| 2018      | Bandera de Venezuela                        | Anthony Uribe                        | 15    | Zamora FC                                         |
| 2019      | Bandera de Venezuela                        | Edder Farías                         | 18    | Atlético Venezuela                                |
| 2020      | Bandera de Venezuela · Bandera de Venezuela | Edder Farías Richard Blanco          | 8     | Atlético Venezuela Mineros de Guayana             |
| 2021      | Bandera de Benín                            | Samson Akinyoola                     | 18    | Caracas FC                                        |
| 2022      | Bandera de Colombia · Bandera de Colombia   | Kevin Viveros Juan Camilo Zapata     | 18    | Carabobo FC Hermanos Colmenárez                   |
| 2023      | Bandera de Venezuela                        | Luifer Hernández                     | 17    | Academia Puerto Cabello                           |
| 2024      | Bandera de Colombia · Bandera de Panamá     | Juan Camilo Zapata Tomás Rodríguez   | 16    | Universidad Central / Inter de Barinas Monagas SC |

### Máximos goleadores históricos
Listado con los primeros jugadores por número de goles en el Campeonato Venezolano.
| Pos. | Jugador            | Club | Goles | Período   |
| ---- | ------------------ | --- | ----- | --------- |
| 1°   | Juan García Rivas  | Mineros de Guayana (65) / Minerven (49) / Caracas FC (42) /Nacional Tachira (34) / Caracas FC (30) / Deportivo Táchira (21) / Atlético Zulia (15) / ULA FC (13) / Monagas SC (6) / Estudiantes de Mérida (4) / Deportivo Italchacao (5) | 271   | 1988-2013 |
| 2°   | Richard Blanco     | Mineros de Guayana (126) / Deportivo Petare (22) / Estrella Roja (14) / Carabobo FC (1) / Deportivo Italia (11) / Zamora FC (9) / Academia Puerto Cabello (8) / Portuguesa FC (9) / Rayo Zuliano (?) / Metropolitanos FC (?)            | 207   | 2004-2025 |
| 3°   | Rafael Castellin   | Monagas SC (22), Minerven (6) , Caracas FC (116), Deportivo Italchacao (22) , Unión Atlético Maracaibo (2) , Real Esppor FC (10) , CD Lara (27)                                                                                         | 205   | 1992-2012 |
| 4°   | Alexander Rondón   | Deportivo Anzoátegui (34), Caracas FC (19) , Deportivo Táchira (30), Nueva Cádiz (?) , Estudiantes de Mérida (?) , Nacional Tachira (?) , Aragua FC (?) , CD Lara (?)                                                                   | 168   | 1998-2017 |
| 5°   | Ildemaro Fernández | Estudiantes de Mérida (?), Mineros de Guayana (?) | 156   | 1980-1996 |
| 6°   | Cristian Cásseres  | Estudiantes de Mérida (?), Deportivo Italchacao (?) , Unión Atlético Maracaibo (?), Deportivo Táchira (?) , Deportivo Italia (?) , Portuguesa FC (?) , Atlético Venezuela (?) , Metropolitanos FC (?)                                   | 155   | 1996-2018 |

### Técnicos campeones
| Temporada | Nacionalidad | Entrenador             | Equipo                   | Título del equipo | Título del entrenador |
| --------- | ------------ | ---------------------- | ------------------------ | ----------------- | --------------------- |
| 1957      | Brasil       | Orlando Fantoni        | Universidad Central      | 1°                | 1º                    |
| 1958      | Brasil       | Orlando Fantoni        | Deportivo Portugués      | 1°                | 2º                    |
| 1959      | Paraguay     | Delfín Benítez Cáceres | Deportivo Español        | 1°                | 1º                    |
| 1960      | Portugal     | Javier Ferreira        | Deportivo Portugués      | 2°                | 1º                    |
| 1961      | Brasil       | Orlando Fantoni        | Deportivo Italia         | 1°                | 3º                    |
| 1962      | España       | Emilio Huguet          | Deportivo Español        | 2°                | 1º                    |
| 1963      | Brasil       | Orlando Fantoni        | Deportivo Italia         | 2°                | 4º                    |
| 1964      | Uruguay      | Julio César Britos     | Deportivo Galicia        | 1°                | 1º                    |
| 1965      | Brasil       | Gaetano Pintón         | Lara                     | 1°                | 1º                    |
| 1966      | Brasil       | Orlando Fantoni        | Deportivo Italia         | 3°                | 5º                    |
| 1967      | España       | José Julián Hernández  | Deportivo Portugués      | 3°                | 1º                    |
| 1968      | Uruguay      | Manuel Arias           | Canarias                 | 1°                | 1º                    |
| 1969      | Uruguay      | Julio César Britos     | Deportivo Galicia        | 2°                | 2º                    |
| 1970      | Brasil       | Silvio Leite           | Deportivo Galicia        | 3°                | 1º                    |
| 1971      | Uruguay      | Walter Roque           | Valencia                 | 1°                | 1º                    |
| 1972      | Brasil       | Elmo Correa            | Deportivo Italia         | 4°                | 1º                    |
| 1973      | Uruguay      | Walter Roque           | Portuguesa               | 1°                | 2º                    |
| 1974      | Uruguay      | Walter Roque           | Deportivo Galicia        | 4°                | 3º                    |
| 1975      | Yugoslavia   | Vladimir Popović       | Portuguesa               | 2°                | 1º                    |
| 1976      | Paraguay     | Benjamín Fernández     | Portuguesa               | 3°                | 1º                    |
| 1977      | Yugoslavia   | Vladimir Popović       | Portuguesa               | 4°                | 2º                    |
| 1978      | Paraguay     | Celino Mora            | Portuguesa               | 5°                | 1º                    |
| 1979      | Uruguay      | Esteban Beracochea     | Deportivo Táchira        | 1°                | 1º                    |
| 1980      | Paraguay     | Ramón Rodríguez        | Estudiantes de Mérida    | 1°                | 1º                    |
| 1981      | Uruguay      | Esteban Beracochea     | Deportivo Táchira        | 2°                | 2º                    |
| 1982      | Uruguay      | Walter Roque           | Atlético San Cristóbal   | 1°                | 4º                    |
| 1983      | Venezuela    | Iván García            | Universidad de Los Andes | 1°                | 1º                    |
| 1984      | Argentina    | Carlos Horacio Moreno  | Deportivo Táchira        | 3°                | 1º                    |
| 1985      | Venezuela    | Iván García            | Estudiantes de Mérida    | 2°                | 2º                    |
| 1986      | Argentina    | Carlos Horacio Moreno  | Deportivo Táchira        | 4°                | 2º                    |
| 1986-87   | Venezuela    | Rafael Santana         | Marítimo                 | 1°                | 1º                    |
| 1987-88   | Uruguay      | Alfredo López          | Marítimo                 | 2°                | 1º                    |
| 1988-89   | Uruguay      | Alfredo López          | Mineros de Guayana       | 1°                | 2º                    |
| 1989-90   | Venezuela    | Rafael Santana         | Marítimo                 | 3°                | 2º                    |
| 1990-91   | Argentina    | Carlos Diz             | Universidad de Los Andes | 2°                | 1º                    |
| 1991-92   | España       | Manuel Plasencia       | Caracas                  | 1°                | 1º                    |
| 1992-93   | Cuba         | Miguel Sabina          | Marítimo                 | 4°                | 1º                    |
| 1993-94   | España       | Manuel Plasencia       | Caracas                  | 2°                | 2º                    |
| 1994-95   | España       | Pedro Febles           | Caracas                  | 3°                | 1º                    |
| 1995-96   | Argentina    | Raúl Cavalleri         | Minervén                 | 1°                | 1º                    |
| 1996-97   | España       | Manuel Plasencia       | Caracas                  | 4°                | 3º                    |
| 1997-98   | Yugoslavia   | Ratomir Dujkovic       | Atlético Zulia           | 1°                | 1º                    |
| 1998-99   | Argentina    | Raúl Cavalleri         | Deportivo Italchacao     | 5°                | 2º                    |
| 1999-00   | Uruguay      | Walter Roque           | Deportivo Táchira        | 5°                | 5º                    |
| 2000-01   | Argentina    | Carlos Horacio Moreno  | Caracas                  | 5°                | 3º                    |
| 2001-02   | Venezuela    | Carlos Maldonado       | Nacional Táchira         | 1°                | 1º                    |
| 2002-03   | Venezuela    | Noel Sanvicente        | Caracas                  | 6°                | 1º                    |
| 2003-04   | Venezuela    | Noel Sanvicente        | Caracas                  | 7°                | 2º                    |
| 2004-05   | Venezuela    | Carlos Maldonado       | Unión Atlético Maracaibo | 1°                | 2º                    |
| 2005-06   | Venezuela    | Noel Sanvicente        | Caracas                  | 8°                | 3º                    |
| 2006-07   | Venezuela    | Noel Sanvicente        | Caracas                  | 9°                | 4º                    |
| 2007-08   | Venezuela    | Carlos Maldonado       | Deportivo Táchira        | 6°                | 3º                    |
| 2008-09   | Venezuela    | Noel Sanvicente        | Caracas                  | 10°               | 5º                    |
| 2009-10   | Venezuela    | Ceferino Bencomo       | Caracas                  | 11°               | 1º                    |
| 2010-11   | Colombia     | Jorge Luis Pinto       | Deportivo Táchira        | 7°                | 1°                    |
| 2011-12   | Venezuela    | Eduardo Saragó         | Deportivo Lara           | 1°                | 1°                    |
| 2012-13   | Venezuela    | Noel Sanvicente        | Zamora                   | 1°                | 6°                    |
| 2013-14   | Venezuela    | Noel Sanvicente        | Zamora                   | 2°                | 7°                    |
| 2014-15   | Venezuela    | Daniel Farías          | Deportivo Táchira        | 8°                | 1°                    |
| 2016      | Venezuela    | Francesco Stifano      | Zamora                   | 3°                | 1°                    |
| 2017      | Venezuela    | Jhonny Ferreira        | Monagas                  | 1°                | 1°                    |
| 2018      | Venezuela    | Alí Cañas              | Zamora                   | 4°                | 1°                    |
| 2019      | Venezuela    | Noel Sanvicente        | Caracas                  | 12°               | 8º                    |
| 2020      | Venezuela    | Daniel Farías          | Deportivo La Guaira      | 1°                | 2º                    |
| 2021      | Venezuela    | Juan Domingo Tolisano  | Deportivo Táchira        | 9°                | 1º                    |
| 2022      | Venezuela    | José María Morr        | Metropolitanos           | 1°                | 1º                    |
| 2023      | Venezuela    | Eduardo Saragó         | Deportivo Táchira        | 10°               | 2º                    |
| 2024      | Venezuela    | Edgar Pérez Greco      | Deportivo Táchira        | 11°               | 1º                    |

### Títulos por entrenador
- Lista de entrenadores con al menos 2 títulos en Primera División.

| Entrenador            | Títulos | Años campeón                                   |
| --------------------- | ------- | ---------------------------------------------- |
| Noel Sanvicente       | 8       | 2003, 2004, 2006, 2007, 2009, 2013, 2014, 2019 |
| Orlando Fantoni       | 5       | 1957, 1958, 1961, 1963, 1966                   |
| Walter Roque          | 5       | 1971, 1973, 1974, 1982, 2000                   |
| Carlos Maldonado      | 3       | 2002, 2005, 2008                               |
| Carlos Horacio Moreno | 3       | 1984, 1986, 2001                               |
| Manuel Plasencia      | 3       | 1992, 1994, 1997                               |
| Julio César Britos    | 2       | 1964, 1969                                     |
| Vladimir Popović      | 2       | 1975, 1977                                     |
| Esteban Beracochea    | 2       | 1979, 1981                                     |
| Iván García           | 2       | 1983, 1985                                     |
| Alfredo López         | 2       | 1988, 1989                                     |
| Rafael Santana        | 2       | 1987, 1990                                     |
| Raúl Cavalleri        | 2       | 1996, 1999                                     |
| Daniel Farías         | 2       | 2015, 2020                                     |
| Eduardo Saragó        | 2       | 2012, 2023                                     |

## Premios Anuales
| Temp.   | Jugador del año  | Jugador del año      | Técnico del año       | Técnico del año      | Portero del año   | Portero del año          | Juvenil del año        | Juvenil del año       |
| Temp.   | Jugador          | Club                 | Técnico               | Club                 | Portero           | Club                     | Juvenil                | Club                  |
| ------- | ---------------- | -------------------- | --------------------- | -------------------- | ----------------- | ------------------------ | ---------------------- | --------------------- |
| 2007-08 | Ronald Vargas    | Caracas FC           | Carlos Maldonado      | Deportivo Táchira FC | Manuel Sanhouse   | Deportivo Táchira FC     |                        |                       |
| 2008-09 | José Manuel Rey  | Caracas FC           | Noel Sanvicente       | Caracas FC           | Alan Liebeskind   | Deportivo Italia         | Angelo Peña            | Estudiantes de Mérida |
| 2009-10 | Jesús Gómez      | Caracas FC           | Ceferino Bencomo      | Caracas FC           | Renny Vega        | Caracas FC               | Jesús Lugo             | Aragua Fútbol Club    |
| 2012-13 | Evelio Hernández | Deportivo Anzoátegui | Noel Sanvicente       | Zamora FC            | Álvaro Forero     | Zamora FC                | Robert Hernández       | Deportivo Anzoátegui  |
| 2019    | Rubert Quijada   | Caracas FC           | Noel Sanvicente       | Caracas FC           | Alain Baroja      | Caracas FC               | Edanyilber Navas       | Aragua FC             |
| 2020    | Aquiles Ocanto   | Deportivo La Guaira  | Daniel Farías         | Deportivo La Guaira  | José Contreras    | Deportivo Táchira        |                        |                       |
| 2021    | Yerson Chacón    | Deportivo Táchira    | Juan Domingo Tolisano | Deportivo Táchira    | Cristopher Varela | Deportivo Táchira        | Telasco Segovia        | Deportivo Lara        |
| 2022    | Edanyilber Navas | Monagas Sport Club   | José María Morr       | Metropolitanos FC    | Alejandro Araque  | Estudiantes de Mérida FC | Andrés Romero          | Monagas Sport Club    |
| 2023    | Maurice Cova     | Deportivo Táchira    | Eduardo Saragó        | Deportivo Táchira    | Alejandro Araque  | Deportivo Táchira        | David Martínez Morales | Monagas Sport Club    |
| 2024    | Carlos Vivas     | Deportivo Táchira    | Diego Merino          | Carabobo FC          | Jesús Camargo     | Deportivo Táchira        | Keiber Lamadrid        | Deportivo La Guaira   |

## Jugadores extranjeros destacados que pasaron por la Liga Futve
| Jugador                 | Temporada                                                    | Equipo |
| ----------------------- | ------------------------------------------------------------ | --- |
| José Urruzmendi         | 1976                                                         | Estudiantes de Mérida                                                                                     |
| Jairzinho               | 1977                                                         | Portuguesa Fútbol Club                                                                                    |
| Juan César Silva        | 1977/1978                                                    | Portuguesa Fútbol Club                                                                                    |
| Jorge Luis Andrade      | 1978/1979                                                    | ULA FC |
| Perico León             | 1978/1980                                                    | Deportivo Galicia                                                                                         |
| Miguel Ángel Converti   | 1978                                                         | Portuguesa                                                                                                |
| Víctor Campaz           | 1979                                                         | Estudiantes de Mérida                                                                                     |
| Cafuringa               | 1979/1980                                                    | Deportivo Táchira                                                                                         |
| Arnoldo Iguarán         | 1982                                                         | Deportivo Táchira                                                                                         |
| Jaime Duarte            | 1988-1989                                                    | Deportivo Italia                                                                                          |
| Gabriel Jaime Gómez     | 1990                                                         | Deportivo Táchira                                                                                         |
| Günter Thiele           | 1991/1992                                                    | Caracas FC                                                                                                |
| Roberto Oscar Zárate    | 1991/1993                                                    | Trujillanos FC                                                                                            |
| Andreas Vogler          | 1991/1994                                                    | Caracas FC                                                                                                |
| Olaf Seier              | 1991/1994                                                    | Caracas FC                                                                                                |
| Ibrahim Salisú          | 1991/2000 - 2000/2001                                        | Caracas FC- Deportivo Galicia                                                                             |
| Juan Carlos Letelier    | 1993                                                         | Caracas FC                                                                                                |
| Josimar                 | 1997                                                         | Mineros de Guayana                                                                                        |
| Alfredo Graciani        | 1998                                                         | Caracas FC                                                                                                |
| Niver Arboleda          | 1998                                                         | ULA FC |
| Albeiro Usuriaga        | 2002/2003                                                    | Carabobo FC                                                                                               |
| Guillermo Beraza        | 2003/2004, 2004/2008                                         | Deportivo Táchira, Unión Atlético Maracaibo                                                               |
| Arley Betancourth       | 2003                                                         | Unión Atlético Maracaibo                                                                                  |
| Adolfo Valencia         | 2003                                                         | Unión Atlético Maracaibo                                                                                  |
| Dario Figueroa          | 2003/2008, 2008/2010, 2010/2011, 2011/2013                   | Unión Atlético Maracaibo, Caracas FC, Deportivo La Guaira, Zamora FC                                      |
| Daniel Jiménez          | 2004                                                         | Unión Atlético Maracaibo                                                                                  |
| Roberto Silva           | 2004                                                         | Caracas FC                                                                                                |
| Nicolás Tagliani        | 2004                                                         | Unión Atlético Maracaibo                                                                                  |
| Julio César Baldivieso  | 2004/2005                                                    | Caracas FC                                                                                                |
| Adrián Ramos            | 2005                                                         | Trujillanos                                                                                               |
| Oswaldo Mackenzie       | 2005                                                         | Estudiantes de Mérida                                                                                     |
| Mauro Antonio Caballero | 2005/2006                                                    | Estudiantes de Mérida                                                                                     |
| Jonathan Copete         | 2005/2010 , 2010/2011                                        | Trujillanos - Zamora FC                                                                                   |
| Nelson Zelaya           | 2005                                                         | Estudiantes de Mérida                                                                                     |
| Chanchi Estévez         | 2006                                                         | Estudiantes de Mérida                                                                                     |
| Matías Arce             | 2006                                                         | Aragua Fútbol Club                                                                                        |
| Diego Rivarola          | 2006/2007                                                    | Unión Atlético Maracaibo                                                                                  |
| Jorge Horacio Serna     | 2006, 2012                                                   | Caracas FC, Mineros de Guayana                                                                            |
| Darío Alberto Gigena    | 2007                                                         | Guaros de Lara                                                                                            |
| René Higuita            | 2007                                                         | Guaros de Lara                                                                                            |
| Nelson Olveira          | 2007                                                         | Estudiantes de Mérida                                                                                     |
| Franky Oviedo           | 2007                                                         | Deportivo Táchira                                                                                         |
| Rolando Escobar         | 2007/2008, 2008/2009, 2010, 2012/2014, 2016, 2017/2018, 2018 | Deportivo Táchira, Caracas FC, CD Lara, Deportivo Anzoátegui, Mineros de Guayana, Academia Puerto Cabello |
| Carlos Bacca            | 2007/2008                                                    | Minerven                                                                                                  |
| Joaquín Botero          | 2007/2008                                                    | Deportivo Táchira                                                                                         |
| Duvier Riascos          | 2007/2009                                                    | Estudiantes de Mérida                                                                                     |
| Juan Carlos Henao       | 2007/2008                                                    | Unión Atlético Maracaibo                                                                                  |
| Lucas Viatri            | 2007/2008                                                    | Unión Atlético Maracaibo                                                                                  |
| Deivis Barone           | 2008 - 2009                                                  | Unión Atlético Maracaibo, Caracas FC                                                                      |
| Juan Cominges           | 2008                                                         | Caracas FC                                                                                                |
| Nicolás Diez            | 2009/2010 , 2011                                             | Deportivo Táchira - Mineros de Guayana                                                                    |
| Martin Hidalgo          | 2009                                                         | Deportivo Táchira                                                                                         |
| Rodrigo Prieto          | 2009                                                         | Caracas FC                                                                                                |
| José Carlo Fernández    | 2009                                                         | Deportivo Italia                                                                                          |
| Julio Gutiérrez         | 2010/2011 , 2012/2013                                        | Deportivo Táchira - Mineros de Guayana                                                                    |
| Sergio Herrera          | 2010/2012                                                    | Deportivo Táchira                                                                                         |
| Nelson Barahona         | 2011                                                         | Caracas FC, Deportivo Táchira                                                                             |
| Gabriel Torres          | 2011/2013, 2016, 2023                                        | Zamora FC                                                                                                 |
| Luis Felipe Chará       | 2011/2013, 2013/2015                                         | Mineros de Guayana, Aragua Fútbol Club                                                                    |
| Sebastián González      | 2012/2013                                                    | Caracas FC                                                                                                |
| Bréiner Castillo        | 2013                                                         | Deportivo Táchira                                                                                         |
| Yustin Arboleda         | 2013                                                         | Zamora Fútbol Club                                                                                        |
| Ricardo Clarke          | 2013/2017                                                    | Zamora Fútbol Club                                                                                        |
| Juan Barrera            | 2013, 2018                                                   | Deportivo Petare Metropolitanos FC                                                                        |
| Fabián Bordagaray       | 2015                                                         | Caracas FC                                                                                                |
| Jorge Ignacio González  | 2015/2016, 2017/2021                                         | Deportivo La Guaira, Zamora FC                                                                            |
| Williams Martínez       | 2016                                                         | Deportivo Táchira                                                                                         |
| Carlos José Sierra      | 2017/2018                                                    | CD Lara                                                                                                   |
| Carlos Valdés           | 2017                                                         | Atlético Socopó                                                                                           |
| Jonathan Carlos Herrera | 2017                                                         | Atlético Venezuela                                                                                        |
| Brayan Moya             | 2019                                                         | Zulia FC                                                                                                  |
| Guillermo Paiva         | 2019                                                         | Zamora FC                                                                                                 |
| Kwaku Bonsu Osei        | 2020/2022                                                    | Caracas FC                                                                                                |
| Freddy Góndola          | 2020, 2021                                                   | Yaracuyanos F.C, Deportivo Táchira                                                                        |
| Daniel Mosquera         | 2021                                                         | UCV FC |
| Samson Akinyoola        | 2021/2022                                                    | Caracas FC                                                                                                |
| Ade Oguns               | 2021/2023                                                    | Caracas FC                                                                                                |
| Adrián Fernández        | 2021/2022                                                    | Portuguesa                                                                                                |
| Jovani Welch            | 2022, 2025                                                   | Zamora FC, Monagas SC                                                                                     |
| Álvaro Pereira          | 2022                                                         | Estudiantes de Mérida                                                                                     |
| Kevin Viveros           | 2022                                                         | Carabobo FC                                                                                               |
| Orlando Mosquera        | 2022, 2023                                                   | Carabobo FC, Monagas SC                                                                                   |
| Cristian Martinez       | 2022                                                         | Monagas SC                                                                                                |
| Jorman Aguilar          | 2023                                                         | Zamora Fútbol Club                                                                                        |
| Jérémy Vachoux          | 2023                                                         | Carabobo FC                                                                                               |
| Tomás Rodríguez         | 2024/2025                                                    | Monagas SC                                                                                                |
| Andrés Lorenzo Ríos     | 2024                                                         | Deportivo Táchira                                                                                         |
| Federico Bravo          | 2024                                                         | Academia Puerto Cabello                                                                                   |
| Gonzalo Verón           | 2024                                                         | Angostura Fútbol Club                                                                                     |
| Felipe Pardo            | 2024                                                         | Deportivo Táchira                                                                                         |
| Neftali Manzambi        | 2025                                                         | Academia Puerto Cabello                                                                                   |
| Salim Khelifi           | 2025                                                         | Academia Puerto Cabello                                                                                   |
| Momo Mbaye              | 2025                                                         | Academia Puerto Cabello                                                                                   |

### Directores técnicos extranjeros destacados que pasaron por la Liga Futve
| Jugador                      | Temporada                                   | Equipo |
| ---------------------------- | ------------------------------------------- | --- |
| Orlando Fantoni              | 1957, 1958, 1961/1967                       | UCV FC, Deportivo Portugués , Deportivo Italia                                                                                         |
| Julio César Britos           | 1964, 1969                                  | Deportivo Galicia |
| Vladimir Popović             | 1969/70, 1970/71, 1972/73, 1974/77, 1998/99 | Portuguesa FC x2, Deportivo Italia, Anzoátegui FC, Caracas FC                                                                          |
| Walter Roque                 | 1971/?                                      | Deportivo Galicia, Estudiantes de Mérida , Deportivo Tachira, Atlético San Cristóbal, Unión Atlético Maracaibo,Caracas FC, Carabobo FC |
| Antonio D'Acorsso            | 1982                                        | Estudiantes de Mérida |
| Marcos Calderón              | 1983                                        | Deportivo Tachira |
| Raúl Cavalleri               | 1996/1996, 1998/99, 2000/01, 2010/13        | Minerven, Deportivo Tachira, Deportivo Italia, Deportivo Italchacao, Aragua FC                                                         |
| Ratomir Dujković             | 1997/98, 1998/99, 2000/01                   | Atlético Zulia, ULA FC, Estudiantes de Mérida                                                                                          |
| Mario Kempes                 | 1998-1999                                   | Mineros de Guayana |
| Carlos Restrepo Isaza        | 2001                                        | Deportivo Tachira |
| Santiago Escobar Saldarriaga | 2001/02, 2017                               | Estudiantes de Mérida, Deportivo Tachira                                                                                               |
| Jorge Pellicer               | 2006/2008                                   | Unión Atlético Maracaibo |
| Bernardo Redín               | 2007                                        | Monagas Sport Club |
| Jaime de la Pava             | 2007, 2011/2012, 2019                       | Guaros de Lara , Deportivo Tachira, Atlético Venezuela                                                                                 |
| Jorge Luis Pinto             | 2010/2011                                   | Deportivo Tachira |
| Nicolás Larcamón             | 2016/2017                                   | Deportivo Anzoátegui |
| Álex Pallarés                | 2016/2018 - 2018-2022                       | Atlético Venezuela, Deportivo Táchira                                                                                                  |
| Juan Cruz Real               | 2017                                        | Estudiantes de Mérida |
| Julio César Baldivieso       | 2017                                        | Carabobo FC |
| Wilson Gutiérrez             | 2018                                        | Carabobo FC |
| Silvio Rudman                | 2019                                        | Monagas SC |
| Marcelo Gómez                | 2021                                        | Zamora FC |
| José Basualdo                | 2021                                        | Academia Puerto Cabello |
| Diego Merino                 | 2024/2025                                   | Carabobo Fútbol Club |
| Roland Marcenaro             | 2025                                        | Metropolitanos Fútbol Club |

## Cobertura mediática
Desde la década de 1990 se transmite este deporte por televisión. Sin embargo, cada equipo conseguía sus contratos para los derechos de transmisión. No fue hasta a principios del mes de agosto de 2007, que la Federación Venezolana de Fútbol centraliza los derechos de televisión y le da la exclusividad a Sport Plus que fue una estación de televisión por suscripción, para que transmitiera el fútbol profesional venezolano hasta 2010.
Desde agosto de 2010 la transmisión en vivo de la Primera División de Venezuela estuvo a cargo de los canales: DirecTV Sports Venezuela, Tves, Meridiano y numerosas emisoras regionales que siguen las campañas de los equipos de la región que representan.
Los clubes tienen derecho a las ventas de los derechos de transmisión en radio, total o parcial, en directo o diferido, así como la venta de los derechos de transmisión en diferido por las televisoras regionales, de sus encuentros como local y a la comercialización general de su club, sin que por estos conceptos tenga que abonar porcentaje alguno a la Federación Venezolana de Fútbol o a los otros clubes participantes en la temporada. Las transmisiones por TV Regional de las imágenes, totales o parciales, de los referidos encuentros, solo pueden comenzar una vez finalizados estos.
En agosto del 2015 la ACFUTVE (Asociación de Clubes del Fútbol Venezolano) firman un contrato con GolTV el cual le otorga los derechos internacionales de transmisión por dos temporadas de la Primera y la Copa Venezuela a partir del 2016.
En la fase final de la Primera División 2021, además de TVes y GOLTV, Star+, Meridiano Televisión y Venevisión se unieron a las transmisiones.

### Cadenas
| Cadena                   | Inicio    | Fin           | Nota                                                              |
| ------------------------ | --------- | ------------- | ----------------------------------------------------------------- |
| GOLTV                    | 2016      | 2024          | Transmitió en señal paga y satelital.                             |
| Star+                    | 2021      | 2024          | Transmitió en señal streaming (excepto para Venezuela).           |
| ESPN 7                   | 2024      | 2024          | Transmitió en señal paga para Sudamérica.                         |
| TLT                      | 2016 2023 | 2020 2023     | Transmitió por señal abierta.                                     |
| Venevisión               | 2021      | 2024          | Transmitió en señal streaming y señal abierta para algunas zonas. |
| Televen                  | 2023      | 2024          | Transmitió en señal streaming y señal abierta para algunas zonas. |
| DirecTV Sports Venezuela | 2010      | 2015          | Transmitió por señal satelital.                                   |
| Meridiano Televisión     | 2010 2020 | 2017 presente | Transmite en señal abierta para algunas zonas.                    |
| TVes                     | 2010 2020 | 2015 presente | Transmite en señal abierta.                                       |
| Youtube Liga Futve       | 2021      | presente      | Transmite en señal streaming.                                     |